# Сант-Еуфемія-д'Аспромонте
Сант-Еуфемія-д'Аспромонте (італ. Sant'Eufemia d'Aspromonte, сиц. Santa Femia) — муніципалітет в Італії, у регіоні Калабрія, метрополійне місто Реджо-Калабрія‎.
Сант-Еуфемія-д'Аспромонте розташований на відстані близько 500 км на південний схід від Рима, 95 км на південний захід від Катандзаро, 25 км на північний схід від Реджо-Калабрії.
Населення — 4140 осіб (2014).
Щорічний фестиваль відбувається 16 вересня. Покровитель — Sant'Eufemia di Calcedonia.

## Демографія
Населення за роками:

Станом на 1 січня 2023 року в муніципалітеті офіційно проживали 142 іноземці з 16 країн, серед них 96 громадян країн Євросоюзу та 14 громадян України.

## Сусідні муніципалітети
- Баньяра-Калабра
- Мелікукка
- Сан-Прокопіо
- Шилла
- Сінополі